# Karl Struss
Karl Struss (født 30. november 1886, død 15. december 1981) var en amerikansk fotograf og filmfotograf fra 1900'erne til 1950'erne. Han var også en af de tidligste pionerer indenfor 3D-film
Selvom han mest arbejdede på film, som F. W. Murnaus Sunrise: A Song of Two Humans og Charlie Chaplins Diktatoren og Rampelys, var han også en af filmfotograferne på tv-serien Broken Arrow og filmede 19 episoder af My friend Flicka.

## Liv og karriere
Karl Struss blev født i New York i 1986. Efter sygdom i high-school, trak Henry, Karls far, ham ud af skolen og placerede ham som arbejder på sin Fabrik, hvor han arbejdede i 10 år.
Han begyndte at interessere sig for fotografi og eksperimenterede med et 8 x 10 kamera. I 1908 begyndte han på Clarence H. Whites aftenkursus i fotografi ved Teachers College, Columbia University, og færdiggjorde sine studier i 1912. Han udforskede kameralinsers egenskaber og opfandt i 1909, hvad han forsøgte at få patent på som Struss Pictorial Lens, en linse med blødt fokus.
Linsen var populær blandt tidens billedkunstfotografer. Struss Pictorial lens var den første linse med blødt fokus der blev blev introduceret i filmindustrien i 1916.
I starten fik Struss opmærksomhed i fotoverdenen, da tolv af hans billedkunstværker blev valgt af Alfred Stieglitz til Albright Art Gallery International Exhibition of Pictorial Photography i 1910. Det var Photo-Secessions sidste udstilling. Photo-Secession var en organisation der fremmede fotografi som fin kunst. Struss omdømme blev størknet ved hans optagelse i udstillingen "What the Camera Does in the Hand of the Artist" på Newark Kunstmuseum, der blev afholdt i april 1911. Han blev også inviteret af Teacher's College til at lave en
en-personsudstilling med hans billeder fra New York og til at undevise i Whites kursus i sommeren 2012 mens White var bortrejst.
Struss blev inviteret af Stieglitz til at blive medlem af Photo-Secession i 1912, hvilket førte til, at Struss fik publiceret sine fotografier i gruppens magasin Camera Work. I 1913 startede Struss, i samarbejde med Edward Dickson, Clarence White, Alvin Langdon Coburn og Paul Anderson, deres egen publikation Platinum Print.
I 1914 fratrådte han sin stilling i familiens fabrik og hævdede sin identitet som professionel fotograf, ved at overtage Charles Whites tidligere studio i juni.
På forslag fra Coburn, indsendte Struss billeder til den amerikanske invitationsafdeling af den årlige udstilling hos Royal Photographic Society i London, han indledte derefter en udstillingspraksis, der fortsatte i 1920'erne.
Han deltog også i en lang række udstillinger arrangeret af fotoklubber og andre foreninger, herunder Pittsburgh Salon of National Photographic Art og den årlige fotoudstilling arrangeret af Philadelphia-stormagasinet Wanamaker's.
Mens Struss fortsatte sine udstillinger og specialiserede kommissioner, producerede han kommercielle fotografier for magasiner som Vogue, Vanity Fair og Harper's Bazaar.
(Han var imidlertid hurtig til at insistere på, at han ikke lavede modefotografering). Hans fotografiske virke blev afbrudt af 1. verdenskrig. Han meldte sig til militæret, med det mål at aftjene sin militærtjeneste gennem fotografi. Han uddannede sig til at undervise i luftfotografering, men en undersøgelse af Struss' tyske forbindelser, indledt af den Militære efterretningstjeneste
førte til hans degradering fra rang af sergent til konstabel. Efter at have været indespærret i Ithaca, blev han overført til Fort Leavenworth for at arbejde som fængselsvagt. I sidstnævnte rolle tog han fotografering op igen, ved at dokumentere fangerne. Tæt på slutningen af krigen, ansøgte han om, og blev godkendt til at komme ind på Officer's Training Camp med rank af Korporal
Efter at være blevet ærefuldt afskediget, flyttede han i 1919 til Los Angeles og begyndte at arbejde for Cecil B. DeMille. Først på filmen Lægens Pligt med Gloria Swanson i hovedrollen, efterfulgt af endnu en Swansonfilm, Mand og Kvinde, hvilket førte til en 2-årig kontrakt med studiet.
I begyndelsen af 1921 giftede han sig med Ethel Wall, som hjalp med at støtte ham i sit fotografiske arbejde uafhængigt af filmstudierne I 1920'erne arbejdede han på film som Ben Hur og F. W. Murnau's Sunrise: A Song of Two Humans. I 1927 skrev han kontrakt med United Artists, hvor han arbejdede med D. W. Griffith
på film som Kærlighedens Trommehvirvel. Han filmede også Mary Pickfords første lydfilm Koketten. Han fortsatte sit eksperimentelle arbejde med kamerateknologi og udviklede "Lupe Light" og et nyt beslag til Bell & Howell kameraet.
Fra 1931 til 1945 arbejdede han som kameramand hos Paramount Pictures, hvor han arbejdede på en række forskellige materialer, herunder film med Mae West, Bing Crosby og Dorothy Lamour.
Struss blev senere optaget i American Society of Cinematographers, og var medstifter af Academy of Motion Picture Arts.
Struss fotografiske arkiv er tilgængelig på Amon Carter Museum of American Art, der er placeret i Fort Worth.

## Priser
Igennem sin karriere var Struss nomineret til fire Oscar for bedste fotografering. Den første gang, og den eneste gang han vandt, var for F. W. Murnau's Sunrise: A Song of Two Humans i 1929. En pris han delte med Charles Rosher. Han blev nomineret igen i 1932 for Dr. Jekyll og Mr. Hyde, i 1934 for Korsets tegn og i 1942 for Sydhavspigen